# Equipas ciclistas Continentais-Temporada de 2015
Na temporada de 2015 (11.ª dos Circuitos Continentais da UCI), registaram-se 178 equipas ciclistas de categoria Continental na União Ciclista Internacional representando a 55 países. Foram três mais que o ano anterior e atingiu-se um novo recorde. Europa e Ásia continuaram sendo os continentes com mais equipas com 103 e 40 respectivamente, enquanto Bélgica seguiu sendo o país mais representado com 13, seguido dos Estados Unidos e China com 11.
Em 28 de maio aceitaram-se duas novas equipas nesta categoria: o Al Marakeb de Marrocos e o Seven Rivers de Cazaquistão.

## Equipas por continente
| Continente | N.º equipas |
| ---------- | ----------- |
| Europa     | 103         |
| Ásia       | 40 (41)     |
| América    | 25          |
| Oceania    | 8           |
| África     | 2 (3)       |

## Equipas por país
| País           | N.º equipas |
| -------------- | ----------- |
| Bélgica        | 13          |
| Estados Unidos | 11          |
| China          | 11          |
| Japão          | 9           |
| Alemanha       | 8           |
| Países Baixos  | 7           |
| Chéquia        | 7           |
| Austrália      | 6           |
| Áustria        | 6           |
| Noruega        | 6           |
| Portugal       | 6           |
| Reino Unido    | 6           |
| Itália         | 5           |
| Coreia do Sul  | 4           |
| Dinamarca      | 4           |
| França         | 4           |
| Irão           | 4           |
| Ucrânia        | 4           |
| Argentina      | 3           |

| País          | N.º equipas |
| ------------- | ----------- |
| Canadá        | 3           |
| Taiwan        | 3           |
| Colômbia      | 3           |
| Polónia       | 3           |
| Argélia       | 2           |
| Eslováquia    | 2           |
| Eslovênia     | 2           |
| Espanha       | 2           |
| Letônia       | 2           |
| Luxemburgo    | 2           |
| Malásia       | 2           |
| Nova Zelândia | 2           |
| Rússia        | 2           |
| Sérvia        | 2           |
| Azerbaijão    | 1           |
| Bielorrússia  | 1           |
| Brasil        | 1           |
| Croácia       | 1           |
| Equador       | 1           |

| País                   | N.º equipas |
| ---------------------- | ----------- |
| Emirados Árabes Unidos | 1           |
| Filipinas              | 1           |
| Hong Kong              | 1           |
| Hungria                | 1           |
| Indonésia              | 1           |
| Irlanda                | 1           |
| Israel                 | 1           |
| Cazaquistão            | 1 (2)       |
| Kuwait                 | 1           |
| Laos                   | 1           |
| Paraguai               | 1           |
| Porto Rico             | 1           |
| República Dominicana   | 1           |
| Roménia                | 1           |
| Suécia                 | 1           |
| Suíça                  | 1           |
| Turquia                | 1           |
| Marrocos               | (1)         |

## Lista de equipas
| País                   | Nome                                           | Código UCI |
| ---------------------- | ---------------------------------------------- | ---------- |
| Alemanha               | Bike Aid                                       | BAI        |
| Alemanha               | LKT Team Brandemburg                           | LKT        |
| Alemanha               | MLP TEam Bergstrasse                           | TBJ        |
| Alemanha               | Rad-Net Rose Team                              | RNR        |
| Alemanha               | Team Heizomat                                  | THF        |
| Alemanha               | Team Kuota-Lotto                               | TKG        |
| Alemanha               | Team Stölting                                  | STG        |
| Alemanha               | Team Stuttgart                                 | SGT        |
| Argélia                | Groupement Sportif des Pétrolier Algérie       | GSP        |
| Argélia                | Velo Clube Sovac                               | VCS        |
| Argentina              | Buenos Aires Província                         | BAP        |
| Argentina              | San Luis Somos Todos                           | SLS        |
| Argentina              | Sindicato de Empleados Públicos de San Juan    | SEP        |
| Austrália              | African Wildlife Safaris Cycling Team          | AWS        |
| Austrália              | Charter Mason Giant Racing Team                | CMR        |
| Austrália              | Data#3 Symantec Racing Team                    | DSR        |
| Austrália              | Navitas Satalyst Racing Team                   | NSR        |
| Austrália              | Search 2 Retain-health.com.au                  | STR        |
| Austrália              | Team Budget Forklifts                          | BFL        |
| Áustria                | Amplatz-BMC                                    | AMP        |
| Áustria                | Hrinkow Advarics Cycling Team                  | HAC        |
| Áustria                | Team Felbermayr-Simplon Wels                   | RWS        |
| Áustria                | Team Vorarlberg                                | VBG        |
| Áustria                | Tirol Cycling Team                             | TIR        |
| Áustria                | WSA-Greenlife                                  | WSA        |
| Azerbaijão             | Synergy Baku Cycling Project                   | BCP        |
| Bélgica                | BKCP-Powerplus                                 | BKP        |
| Bélgica                | Cibel                                          | CIB        |
| Bélgica                | Colba-Superano Ham                             | CSH        |
| Bélgica                | Cor Code-Aquality Protect                      | CCB        |
| Bélgica                | Corendon-Kwadro                                | COR        |
| Bélgica                | Sunweb-Napoleon Games Cycling Team             | SUN        |
| Bélgica                | T.palm-Pôle Continental Wallon                 | PCW        |
| Bélgica                | Team 3M                                        | MMM        |
| Bélgica                | Telenet-Fidea Cycling Team                     | TFC        |
| Bélgica                | Vastgoedservice-Golden Palace Continental Team | VGS        |
| Bélgica                | Veranclassic-Ekoi                              | VER        |
| Bélgica                | Verandas Willems Cycling Team                  | WIL        |
| Bélgica                | Wallonie-Bruxelles                             | WBC        |
| Bielorrússia           | Minsk Cycling Clube                            | MCC        |
| Brasil                 | Funvic-São José dos Campos                     | FUN        |
| Canadá                 | Garneau-Québecor                               | GQC        |
| Canadá                 | H&R Block Pro Cycling                          | HRB        |
| Canadá                 | Silber Pro Cycling                             | SPC        |
| China                  | Beijing Yanqing Inova CyclingTeam              | IAT        |
| China                  | China Cooperation Development Team             | CHC        |
| China                  | China Yindongli-Wildto Cycling Team            | YDL        |
| China                  | Team Lvshan Landscape                          | LSL        |
| China                  | China Jilun Cycling Team                       | CJL        |
| China                  | China Continental Team of Gansu Bank           | GTQ        |
| China                  | Giant-Champion System Pro Cycling              | MMS        |
| China                  | Hengxiang Cycling Team                         | HEN        |
| China                  | Holy Brother Cycling Team                      | HBR        |
| China                  | Qinghai Tianyoude Cycling Team                 | TYD        |
| China                  | Ningxia Sports Lottery-Focus Cycling Team      | NFC        |
| Taiwan                 | Action Cycling Team                            | ACT        |
| Taiwan                 | Attaque Team Gosto                             | AGT        |
| Taiwan                 | RTS-Santic Racing Team                         | RTS        |
| Colômbia               | EPM Une-Area Metropolitana                     | EPM        |
| Colômbia               | Movistar Team                                  | MOT        |
| Colômbia               | Orgullo Antioqueño                             | ANQ        |
| Coreia do Sul          | Geumsan Insam Cello                            | GIC        |
| Coreia do Sul          | Korail Cycling Team                            | KCT        |
| Coreia do Sul          | KSPO                                           | KSP        |
| Coreia do Sul          | Seoul Cycling Team                             | SCT        |
| Croácia                | Meridiana Kamen Team                           | MKT        |
| Dinamarca              | Riwal Platform Cycling Team                    | RIW        |
| Dinamarca              | Team Almeborg-Bornholm                         | ABB        |
| Dinamarca              | Team Coloquick                                 | TCQ        |
| Dinamarca              | Team Trefor-Blue Water                         | TBW        |
| Equador                | Team Equador                                   | ECU        |
| Emirados Árabes Unidos | Sky Dive Dubai Pro Cycling Team                | SKD        |
| Eslováquia             | CK Banska Bystrica                             | CKB        |
| Eslováquia             | Kemo-Dukla Trencin                             | DUK        |
| Eslovênia              | Adria Mobil                                    | ADR        |
| Eslovênia              | Radenska Ljubljana                             | RAR        |
| Espanha                | Burgos-BH                                      | BUR        |
| Espanha                | Murias Taldea                                  | MUR        |
| Estados Unidos         | Airgas-Safeway Cycling Team                    | AIR        |
| Estados Unidos         | Astellas Cycling Team                          | ACT        |
| Estados Unidos         | Axeon Cycling Team                             | BDT        |
| Estados Unidos         | Champion System-Stan's NoTubes                 | CSN        |
| Estados Unidos         | Hincapie Racing Team                           | HSD        |
| Estados Unidos         | IRT Racing                                     | IRT        |
| Estados Unidos         | Jamis-Hagens Berman                            | JHB        |
| Estados Unidos         | Jelly Belly presented by Maxxis                | JBC        |
| Estados Unidos         | Lupus Racing Team                              | LRT        |
| Estados Unidos         | Optum presented by Kelly Benefit Strategies    | OPM        |
| Estados Unidos         | Team SmartStop                                 | SSC        |
| Filipinas              | Team 7 Eleven-RoadBike Philippines             | T7E        |
| França                 | Auber 93                                       | AUB        |
| França                 | Armée de terre                                 | ADT        |
| França                 | Roubaix Lille Métropole                        | RLM        |
| França                 | Team Marseille 13-KTM                          | M13        |

| País                 | Nome                                     | Código UCI |
| -------------------- | ---------------------------------------- | ---------- |
| Hong Kong            | HKSI Pro Cycling                         | HKS        |
| Hungria              | Utensilnord                              | UMA        |
| Indonésia            | Pegasus Continental Cycling Team         | PCT        |
| Irão                 | Pishgaman Giant Team                     | PKY        |
| Irão                 | Sepahan Pro Team                         | PTS        |
| Irão                 | Tabriz Petrochemical Team                | TPT        |
| Irão                 | Tabriz Shahrdari Team                    | TSR        |
| Irlanda              | An Post-ChainReaction                    | SKT        |
| Israel               | Cycling Academy Team                     | CAT        |
| Itália               | D'Amico-Bottecchia                       | AZT        |
| Itália               | GM Cycling Team                          | GMC        |
| Itália               | MG Kvis-Vega                             | VHS        |
| Itália               | Team Ideia 2010-ASD                      | IDE        |
| Itália               | Unieuro-Wilier                           | UNI        |
| Japão                | Aisan Racing Team                        | AIS        |
| Japão                | Bridgestone Anchor Cycling Team          | BGT        |
| Japão                | Gunma Grifin Racing Team                 | GRF        |
| Japão                | Kinan Cycling Team                       | KIN        |
| Japão                | Matrix-Powertag                          | MTR        |
| Japão                | Nasu Blasen                              | NAS        |
| Japão                | Shimano Racing Team                      | SMN        |
| Japão                | Team Ukyo                                | UKO        |
| Japão                | Utsunomiya Blitzen                       | BLZ        |
| Cazaquistão          | Seven Riders                             | SIL        |
| Cazaquistão          | Veio 4-Ever                              | V4E        |
| Kuwait               | Kuwait Cycling Project                   | KCP        |
| Laos                 | CCN Cycling Team                         | CCN        |
| Letônia              | Alpha Baltic-unitymarathons.com          | ALB        |
| Letônia              | Rietumu-Delfin                           | RBD        |
| Luxemburgo           | Leopard Development Team                 | LDT        |
| Luxemburgo           | Team Differdange-Losch                   | CCD        |
| Malásia              | National Sport Council of Malásia        | NSC        |
| Malásia              | Terengganu Cycling Team                  | TSG        |
| Marrocos             | Al Marakeb                               | MCT        |
| Noruega              | Team Coop-Oster Hus                      | COH        |
| Noruega              | Team Fixit.no                            | FIX        |
| Noruega              | Team Froy Oslo                           | FRB        |
| Noruega              | Team Joker                               | TJO        |
| Noruega              | Team Ringeriks-Kraft                     | KRA        |
| Noruega              | Team Sparebanken Sor                     | TSS        |
| Nova Zelândia        | Avanti Racing Team                       | ART        |
| Nova Zelândia        | CCT presented by Champion System         | CCT        |
| Países Baixos        | Babydump Cycling Team                    | BBD        |
| Países Baixos        | Cyclingteam Jo Piels                     | CJP        |
| Países Baixos        | Cyclingteam Join's-De Rijke              | RIJ        |
| Países Baixos        | Metec-TKH Continental Cyclingteam/Mantel | MET        |
| Países Baixos        | Parkhotel Valkenburg Continental Team    | PVC        |
| Países Baixos        | Rabobank Development Team                | RDT        |
| Países Baixos        | Seg Racing                               | SEG        |
| Paraguai             | Start-Massi Cycling Team                 | STF        |
| Polónia              | ActiveJet Team                           | AJT        |
| Polónia              | Domin Sport                              | DOM        |
| Polónia              | Wibatech-Fuji                            | WIB        |
| Portugal             | Efapel                                   | EFP        |
| Portugal             | LA Alumínios-Antarte                     | LAA        |
| Portugal             | Louletano-Ray Just Energy                | LRJ        |
| Portugal             | Rádio Popular-Boavista                   | RPB        |
| Portugal             | Team Tavira                              | TAV        |
| Portugal             | W52-Quinta da Lixa                       | W52        |
| Porto Rico           | Incycle-Cannondale                       | IPC        |
| Reino Unido          | JLT Condor                               | JLT        |
| Reino Unido          | Madison Genesis                          | MGT        |
| Reino Unido          | NFTO                                     | NPC        |
| Reino Unido          | One Pro Cycling                          | ONE        |
| Reino Unido          | Team Raleigh-GAC                         | RAL        |
| Reino Unido          | Team Wiggins                             | WGN        |
| Chéquia              | AC Sparta Praha Cycling                  | ASP        |
| Chéquia              | AWT-GreenWay                             | AWT        |
| Chéquia              | CK Pribram-Fany Gastro                   | PFG        |
| Chéquia              | Ex23-Saroni Factory Team                 | EXP        |
| Chéquia              | SKC Tufo Prostejod                       | SKC        |
| Chéquia              | Team Dukla Praha                         | ADP        |
| Chéquia              | Whirlpool-Author                         | WHI        |
| República Dominicana | Inteja-MMR Dominican Cycling Team        | DCT        |
| Roménia              | Tusnad Cycling Team                      | TCT        |
| Rússia               | Itera-Katusha                            | TIK        |
| Rússia               | Lokosphinx                               | LOK        |
| Sérvia               | Nankang-Dynatek                          | NAN        |
| Sérvia               | Keith Mobel-Partizan                     | KMP        |
| Suécia               | Team Tre Berg-Bianchi                    | TTB        |
| Suíça                | Roth-Skoda                               | ROT        |
| Turquia              | Torku Sekerspor                          | TRK        |
| Ucrânia              | Amore & Vita-Selle SMP                   | AMO        |
| Ucrânia              | ISD Continental Team                     | ISD        |
| Ucrânia              | Kolss-BDC Team                           | KLS        |
| Ucrânia              | Kiev Capital Racing                      | KCR        |